# Günther Roll
Johannes Richard Günther Roll (* 4. Oktober 1905 in Glogau; † 10. Juli 1990 in Swakopmund, Namibia) war ein deutscher Ruderer.

## Biografie
Günther Roll gewann zusammen mit Heinrich Zänker, Wolfgang Goedecke und Werner Zschiesche die Silbermedaille im Vierer ohne Steuermann beim Deutschen Meisterschaftsrudern 1927. Mit der gleichen Besatzung trat das Boot bei den Olympischen Sommerspielen 1928 in Amsterdam an, wo es im Viertelfinale ausschied.